# Le Printemps (Cot)
Pour les articles homonymes, voir Printemps (homonymie).

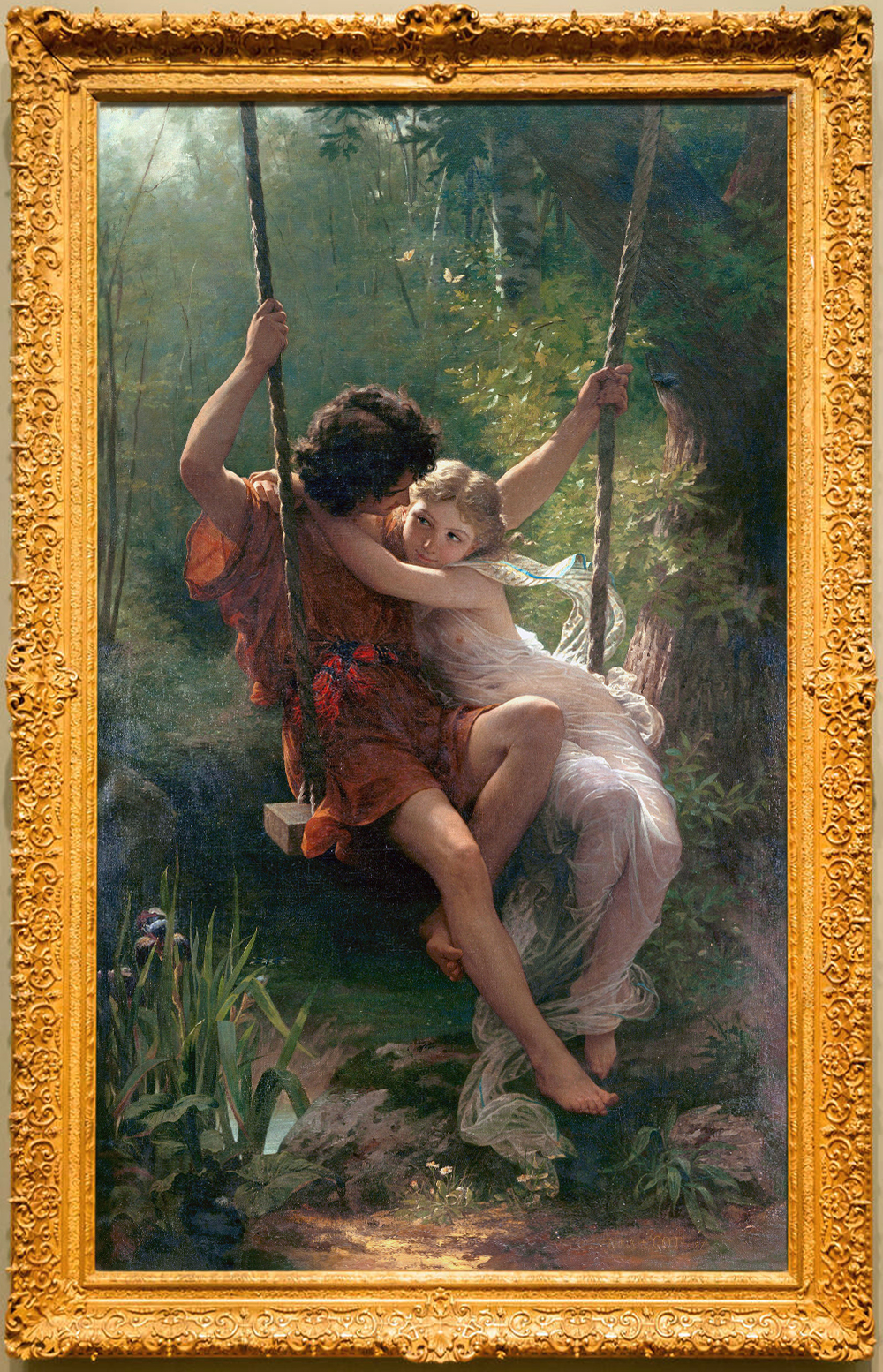
Le Printemps, avec son encadrement.

Le Printemps est une peinture à l'huile sur toile réalisée en 1873 par l'artiste peintre français Pierre Auguste Cot. L'œuvre est conservée depuis 2012, par un don de Steven et Alexandra Cohen, dans la collection du Metropolitan Museum of Art à New York.

## Description
Le Printemps a été exposé pour la première fois au Salon de Paris de 1873, où il a été accueilli avec un franc succès par le public. L'œuvre est devenue l'une des plus connues de Pierre Auguste Cot et a été souvent copiée sur d'autres supports. Le travail de Cot représente ici un jeune couple assit sur une balançoire sous un chêne, au milieu d'une forêt luxuriante et enchantée remplie de bouleaux, d'iris, de pâquerettes et de papillons. Ces fleurs et ces papillons symbolisent le printemps et reflètent l'attirance évidente entre ce garçon au regard affectueux et cette fille au sourire timide et au regard en coin. Ils sont décrits par John Wolfe comme « ivres du premier amour ». Lui, se tient aux cordes de la balançoire, légèrement recroquevillé sur elle et avec une jambe relevée accrochée à l'autre. Elle, se tient à lui en l’enlaçant autour du cou, se reposant sur son flanc et les jambes repliées. Le mouvement des vêtements classiques et des drapés semble capté par la légère brise provoquée par leur balancement. La transparence, la blancheur et la délicatesse du drap que porte la jeune fille, son expression ainsi que la lumière principalement déposée sur son corps mettent en valeur sa jeunesse et sa pureté. 
Durant l'exposition au Salon de Paris, l’œuvre est accompagnée de la citation en italien :
« O primavera !
gioventù dell’anno !

O gioventù ! primavera della vita !!! »
— Notice du musée d´Orsay.
        
« Ô printemps ! 
Jeunesse de l'année !

Ô jeunesse ! Printemps de la vie !!! »

## analyse
Le public fut plus impressionné et marqué par l’œuvre que les critiques du salon. Jules Castagnary, par exemple, évoque un succès peu recommandable, tandis qu'Ernest d'Hervilly se moque de la draperie transparente qui ne laisse rien à l'imagination. 
Acheté à l'artiste en 1873 par John Wolfe, l'un des principaux mécènes de Pierre Auguste Cot. Catharine Lorillard Wolfe lui commanda sept ans plus tard un tableau similaire, L'Orage (1880), qui a lui aussi eu un grand succès au Salon de Paris de 1880 et est désormais également exposé dans la collection du Metropolitan Museum of Art, formant la paire avec Le Printemps. Les critiques ont trouvé des sources littéraires sur le sujet de L'Orage dans la nouvelle romantique française populaire Paul et Virginie, publié en 1788 par Bernardin de Saint-Pierre et qui raconte l’histoire d’amis d’enfance devenus amants. Rubin souligne aussi cette pertinence spécifique. L'existence dans cette nouvelle d'une scène où les adolescents fuient une tempête, transformant la jupe de Virginie en un abri de fortune contre la pluie renforce d'autant plus l'idée que Cot s'en soit inspiré. René Delorme relie rétroactivement les figures du Printemps à cette même nouvelle romantique. Cette image d’une jeunesse insouciante continue encore aujourd’hui de séduire un large public.

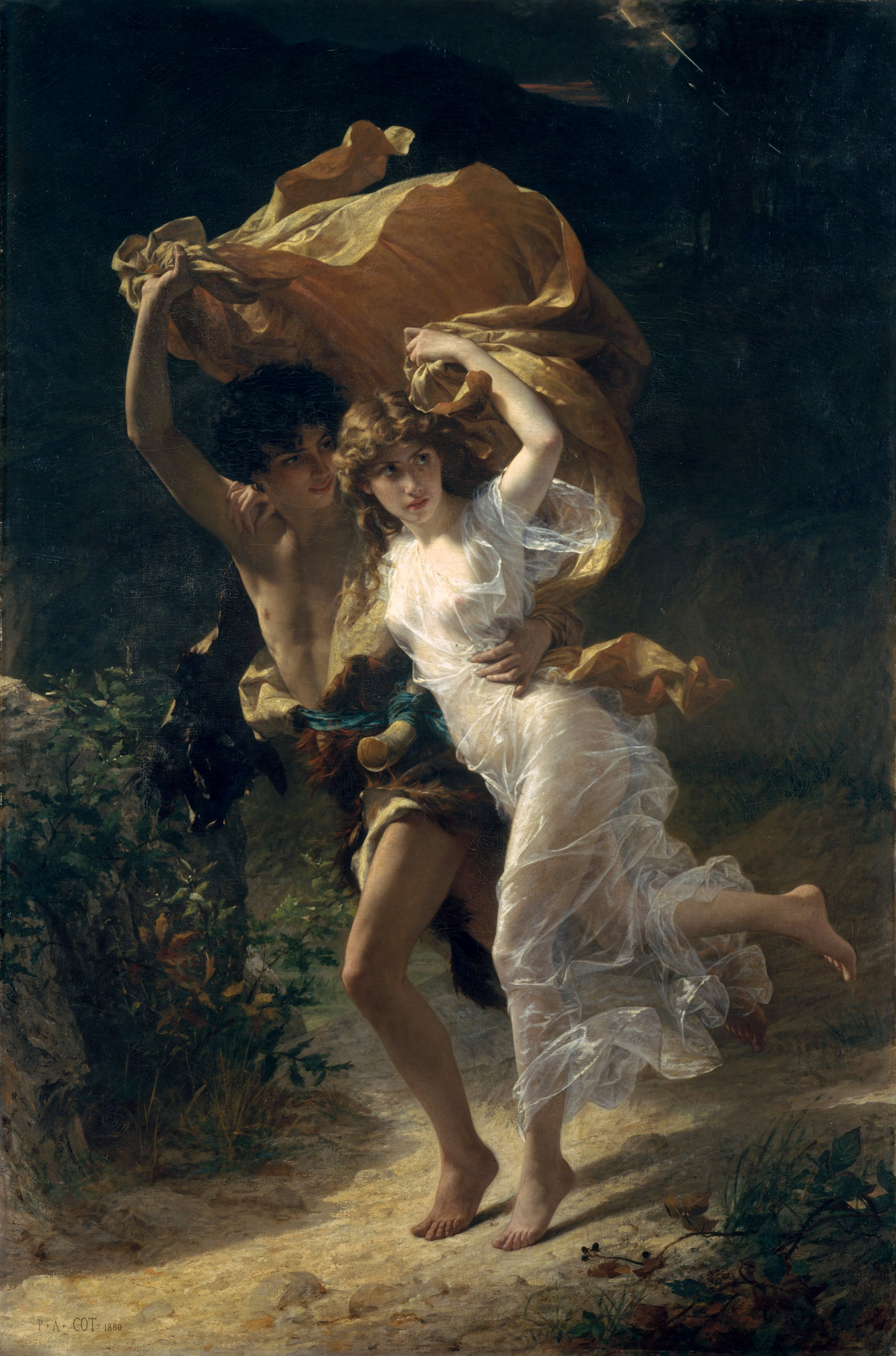
Pierre Auguste Cot, L'Orage (1880).

L’œuvre rappelle également Les Hasards heureux de l'escarpolette réalisé un siècle plus tôt par le peintre français Jean-Honoré Fragonard, l'un des principaux représentants du mouvement Rococo. Ici les jambes écartées de la jeune fille et le bras tendu du garçon montrent clairement qu’il s’agit d’une relation érotique, bien que les sujets se veulent moins innocents et plus frivoles que dans Le Printemps puisque, entre autres, la fille tourne le dos à son vieux mari cocu.

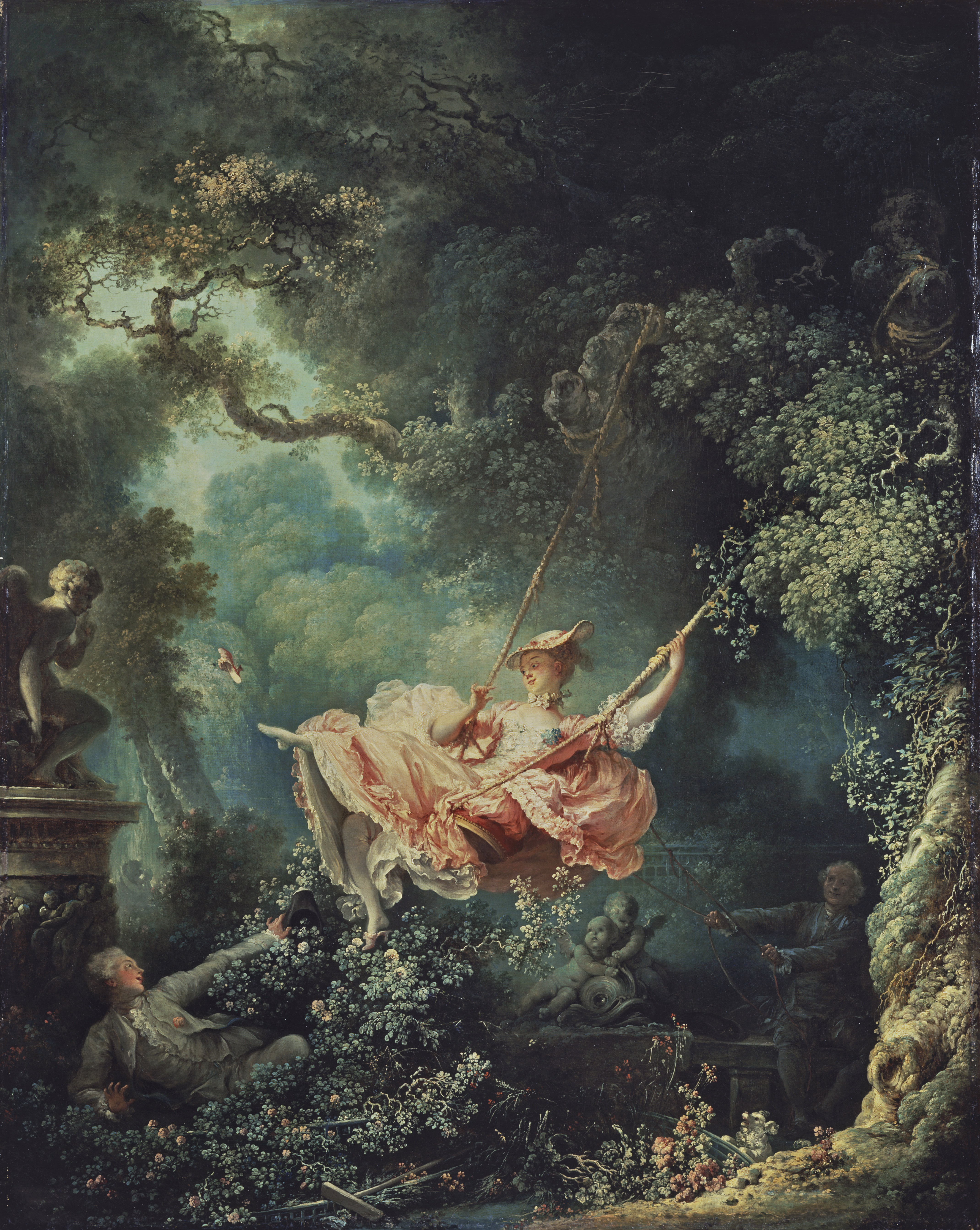
Jean Honoré Fragonard - Les Hasards heureux de l'escarpolette (1767-1769).